# Nelleke Brzoskowski
Nellie (Nelleke) Brzoskowski (Bakel, 8 november 1956) is een Nederlands zangeres. Ze is vooral bekend geworden als zangeres van de George Baker Selection tussen 1982 en 1989.

## Biografie
Brzoskowski kwam uit een muzikaal gezin en begon al jong met zingen en gitaarspelen. Vanaf haar 12e zong ze enkele jaren met familieleden in The song of the family. In 1979 werd ze ontdekt door Hans Bouwens en namen samen een aantal platen op. In 1982 werd ze zangeres van de heropgerichte George Baker Selection. Nadat de groep in 1989 uit elkaar viel, ging ze solo verder.
Nadat ze in 1997 een ernstig verkeersongeval kreeg, sloeg ze na de revalidatieperiode de klassieke richting in. Anno 2019 zingt ze regelmatig klassieke liederen tijdens begrafenissen en crematies.